# Formato contenitore
Un formato contenitore, in informatica, è un formato di file che può contenere diversi tipi di dati, compressi tramite codec audio/video. Il file contenitore è usato per identificare e disporre i differenti tipi di dati in maniera non contigua. I formati contenitori più semplici possono contenere una o più tracce audio (ad esempio, codificate con codec audio diversi), mentre quelli più avanzati possono contenere anche una o più tracce video (ad esempio, codificate con codec video diversi), uno o più sottotitoli e metadati.

## Problemi ed incompatibilità
Le differenze tra i molti formati contenitori derivano da cinque grandi problematiche:
1. popolarità; ovvero, quanto sia diffuso il formato;
2. overhead; ovvero, la differenza di peso (in termini di memoria occupata) tra due differenti contenitori, aventi il medesimo contenuto;
3. supporto per funzionalità avanzate dei codec. Ad esempio, formati considerati "vecchi" quali l'AVI non supportano alcuna funzionalità avanzata (ad esempio molteplici flussi audio-video come nel multi-angolo, capitoli, menù analoghi a quelli dei DVD video), sebbene il problema possa essere aggirato attraverso hacking, causando spesso problemi di compatibilità;
4. supporto per contenuti avanzati quali sottotitoli, metatags et similia;
5. supporto per lo streaming.

## Tipologie

### Audio
Alcuni contenitori sono esclusivamente di matrice audio, ad esempio:
- AIFF (largamente usato nei sistemi operativi Mac OS).
- WAV (Resource Interchange File Format, usato prevalentemente nei sistemi Windows).
- XMF (Extensible Music Format).

### Immagini
Altri contenitori riguardano unicamente immagini digitali:
- FITS (Flexible Image Transport System), formato contenitore per file raw e i metadata associati.
- TIFF (Tagged Image File Format), formato contenitore per immagini e metadata associati.

### Audio e video
Altri contenitori supportano sia dati audio che video:
- AVI (contenitore standard Microsoft).
- 3gp (usato maggiormente da dispositivi portatili e telefoni cellulari).
- ASF (contenitore standard proprietario riguardante WMA e WMV).
- AMV (contenitore proprietario dato da una versione modificata dell'AVI e utilizzato su MP4 player).
- DVR-MS ("Microsoft Digital Video Recording", contenitore video proprietario, sviluppato da Microsoft e basato su ASF).
- IFF (primo formato contenitore multipiattaforma).
- M2TS (contenitore audio/video standard Blu-ray disc).
- MKV ("Matroska", formato contenitore open source).
- MP4 (contenitore audio/video standard per il formato .mp4).
- MOV (contenitore video standard per QuickTime della Apple).
- Ogg (contenitore audio standard della fondazione Xiph.org).
- RealMedia (contenitore standard per RealVideo e RealAudio).
- TS MPEG transport stream (è un formato standard per la trasmissione e la memorizzazione di audio e video; estensioni formato: .ts, .tsa, .tsv).
- WebM (contenitore basato sul formato Matroska, sviluppato da Google).